# NGC 4567
NGC 4567 (другие обозначения — UGC 7777, IRAS12340+1130, MCG 2-32-151, VCC 1673, ZWG 70.189, VV 219, KCPG 347A, PGC 42064) — галактика в созвездии Дева.
Этот объект входит в число перечисленных в оригинальной редакции «Нового общего каталога».
Взаимодействует с галактикой NGC 4568. Пара находится на начальной стадии взаимодействия.